# 2MASS J11574809-4844428
2MASS J11574809-4844428 ist ein etwa 97,86 Lichtjahre von der Erde entfernter Brauner Zwerg im Sternbild Zentaur. Er wurde 2008 von Ngoc Phan-Bao et al. entdeckt. Er gehört der Spektralklasse L1 an. Seine Position verschiebt sich aufgrund seiner Eigenbewegung jährlich um 0,052 Bogensekunden.